# General Catalogue of Variable Stars
Il General Catalogue of Variable Stars (abbreviato in GCVS) è un catalogo di stelle variabili. La sua prima edizione fu pubblicata nel 1948 dall'Accademia delle Scienze dell'Unione Sovietica e conteneva 10.820 stelle. La seconda e la terza edizione furono pubblicate rispettivamente nel 1958 e nel 1968; una quarta edizione, in tre volumi, fu pubblicata nel 1985-1987 e conteneva 28.435 stelle. Un quarto volume di questa quarta edizione contenente la tavola dei riferimenti fu pubblicata in un secondo tempo, come pure un quinto volume per catalogare le stelle variabili scoperte al di fuori della Via Lattea.
La versione più aggiornata, la 5.1, del catalogo è disponibile nel sito ufficiale ed è aggiornata al 2023; contiene delle coordinate aggiornate per le stelle variabili indicate nella quarta edizione, più quelle scoperte in tempi più recenti, per un totale di oltre 86.000 stelle variabili. Una versione più vecchia, datata 2004 è disponibile dal servizio VizieR al Centre de Données astronomiques de Strasbourg col nome di Combined General Catalog of Variable Stars (GCVS4.2; VizieR database number II/250).